# Джерело питтєвої води «Нафтуся»
Джерело́ питно́ї води́ «Нафту́ся» — гідрологічна пам'ятка природи місцевого значення в Україні, у межах Яворівського району Львівської області, поблизу західній околиці смт Шкло. 
Площа 0,1 га. Статус надано згідно з рішенням виконкому Львівської обласної ради від 9 жовтня 1984 року № 495. Перебуває у віданні адміністрації курорту «Шкло». 
Статус надано для збереження джерела слабомінералізованої мінеральної води типу «Нафтуся». 
Джерело розташоване в межах парку курорту «Шкло».